# Antônio Carlos Pires (Goiânia)
Antônio Carlos Pires é um bairro que se localiza no extremo da região norte da cidade brasileira de Goiânia, próximo à GO-462, na saída para Nova Veneza. O nome do bairro é uma homenagem ao ator Antônio Carlos Pires.
O bairro foi formado no final da década de 2000 e grande parte de seus moradores adquiram residências por meio de programas habitacionais do Governo Federal, como o programa Minha Casa, Minha Vida. Além disso, o bairro recebeu moradores oriundos de áreas de risco localizadas em bairros como o Urias Magalhães.
Segundo dados do Instituto Brasileiro de Geografia e Estatística (IBGE), divulgados pela prefeitura, no Censo 2010 a população do Antônio Carlos Pires era de 24 pessoas.